# مجلس البلدية

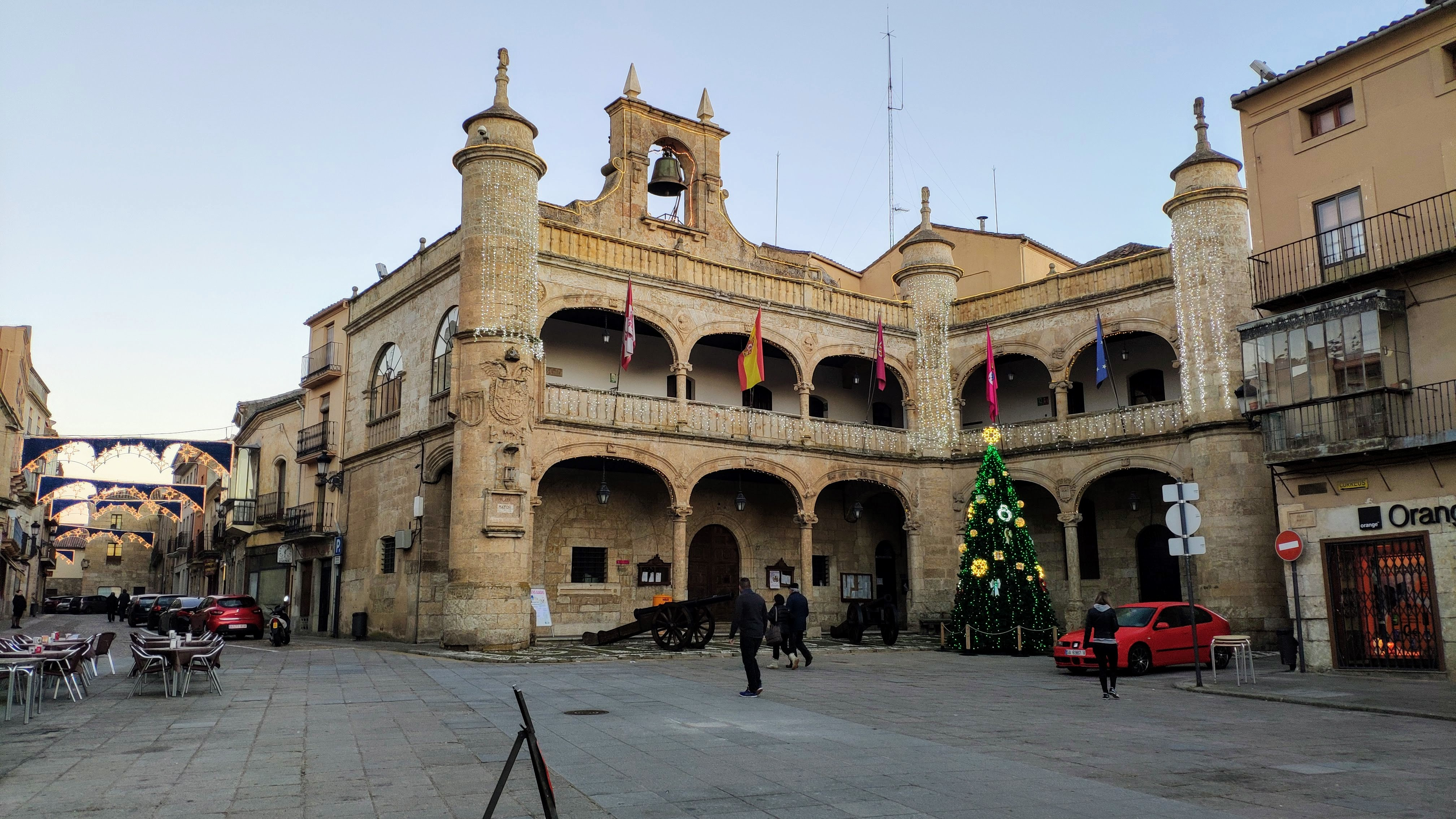

مجلس البلدية مصطلح يُستخدم عادة في إسبانيا وأمريكا اللاتينية، عبر التاريخ تُسبق كلمة Ayuntamiento عادة بكلمة excelentísimo (والتي تعني أكثر من ممتاز باللغة الإنجليزية) عند الإشارة إلى المجلس وغالباً ما تُختصر هذه العبارة بـ "Exc.mo Ay.to".
تستخدم كلمة البلدية بشكل رئيسي في إسبانيا بينما تستخدم الكلمة الكتالانية Ajuntament في المناطق الناطقة باللغة الكتالونية في إسبانيا للإشارة إلى البلدية، وفي منطقة غاليسيا تستخدم كلمة concello والتي تعني مقاطعة في اللغة الغاليسية. أما في أمريكا اللاتينية فتُستخدم كلمة alcadio (والتي تعني رئيس البلدية) لوصف هيئات الإدارة في البلدية، لاسيما تلك التنفيذية، حيث أن الهيئة التشريعية والتنفيذية يعتبران كيانين منفصلين.

في أمريكا اللاتينية توجد عدة مصطلحات للتعبير عن السلطة التشريعية للبلديات، منها مصطلح (consejo) والذي يُستخدم في الأرجنتين وتشيلي وكولومبيا وكوستا ريكا وبيرو، أما في المكسيك فيُستخدم مصطلح البلدية لوصف المجلس.
وبما أن مصطلح البلدية يستخدم كـكناية للمبنى الذي يجتمع فيه المجلس، فيمكن ان يترجم أيضاً إلى قاعة البلدة أو المدينة باللغة الإنجليزية.
الحكومات وإدارات البلديات في مختلف البلدان
بوليفيا
في بوليفيا تسمى الهيئة الحكومية بحكومة البلدية ذاتية الحكم، والتي يترأسها رئيس البلدية أما السلطة التشريعية ذاتية الحكم فهي برئاسة المجلس البلدي. وحتى عام 2009 كان يطلق عليه اسم مجلس البلدية الموقر، لكن دستور بوليفيا الجديد استعاض بالاسم الحالي. ويسمى المبنى الذي تجتمع فيه أنشطة رئيس البلدية والمجلس بـ رئاسة البلدية.
كولومبيا
أما في كولومبيا فمصطلح البلدية لا يُستخدم، فعادةً ما تتواجد البلدية والمجلس (الهيئة الإدارية للمدن) تحت مبنى واحد، مستخدمين مصطلح بلدية كذا أو القصر البلدي لكذا.
إسبانيا
في إسبانيا يطلق على الهيئة الحكومية في النظام البلدي اسم «مجلس البلدية». كما أنه يحمل مسمى آخرغير رسمي هو «مبنى البلدية».
السلفادور
لم يتم استخدام مصطلح البلدية في السلفادور. فعادة ما يتواجد رئيس البلدية والمجلس (الهيئة الإدارية للمدن) تحت مبنى واحد، حيث استخدم مصطلح رئيس بلدية كذا أو القصر البلدي لكذا وتم إحصاء أعداد البلديات في الدولة بـ 262 بلدية.
بورتو ريكو (وكان يطلق عليها ميناء الأغنياء أيضاً)
يستخدم مصطلح البلدية في بورتو ريكو للتعبير عن الانقسام السياسي بين المواطنين، ويديرها رئيس البلدية، وهو المسؤول عن الموافقة على القرارات التي تتوصل إليها السلطة التشريعية التي تسمى البلدية التشريعية، وتتكون من 5 إلى 15 عضو اعتماداً على سكان البلدية. حيث يتم انتخاب رؤوساء البلديات والمشرَعيين في نظام البلدية عن طريق الاقتراع العام كل 4 سنوات. تحتوي بورتوريكو على 78 بلدية، ولكل منها رئيس بلدية خاص بها.
هندوراس
في هندوراس، يستخدم مصطلح البلدية للتعبير عن الانقسام السياسي بين المواطنين، حيث يترأس البلدية رئيس البلدية، وهوالذي يختار السلطة التشريعية التي تتكون من أعضاء مجالس البلدية. تحتوي الهندوراس على ما مجموعه 298 بلدية في أراضيها، ومن ضمنها إدارة بلديات جزر باهيا.